# August Preuner
August Preuner (* 14. September 1832 in Öhringen; † 15. September 1906 in Greifswald) war ein deutscher Klassischer Archäologe, der als Professor an der Universität Greifswald wirkte (1866–1903).

## Leben
August Preuner studierte Philologie, Archäologie und Theologie an der Universität Tübingen. Er war seit 1850 Mitglied der Burschenschaft Germania Tübingen und seit 1853 Stipendiat der freiherrlich v. Palmschen Stiftung. Bereits als Student bearbeitete er im Auftrag des Professors Ernst Christian Walz den Katalog der Bronzeskulpturen im Besitz der Universität, der 1858 erschien. Am 2. Januar 1859 wurde er promoviert. Nach dem Probejahr am Stuttgarter Gymnasium habilitierte sich Preuner 1864 an der Universität Tübingen für Philologie und hielt dort als Privatdozent Vorlesungen. Nach seiner Heirat nahm er 1866 einen Ruf der Universität Greifswald an, wo er als außerordentlicher Professor Archäologie und Alte Geschichte lehrte. 1871 wurde er zum ordentlichen Professor ernannt. Im akademischen Jahr 1880/1881 war er Rektor der Universität. 1903 wurde er emeritiert.
In seiner Tübinger Zeit beschäftigte sich Preuner mit der Göttin Hestia/Vesta, zu deren Kult und Wesen er mehrere Abhandlungen veröffentlichte. Während seiner Greifswalder Zeit verfasste er kleinere archäologische Schriften (über die Venus von Milo und den Palatin). Bedeutender war seine Bemühung um die Abgusssammlung der Universität, die er durch Neukäufe und die Erschließung neuer Räume vergrößerte.
Der Epigraphiker Erich Preuner (1867–1935) war sein Sohn.